# جوناثان آدامز
جوناثان آدامز (بالإنجليزية: Jonathan Adams)‏ (و. 1931 – 2005 م) هو ممثل، وممثل أفلام، من المملكة المتحدة، ولد في نورثامبتون، توفي في لندن، عن عمر يناهز 74 عاماً بسبب سكتة دماغية.

## وصلات خارجية
- جوناثان آدامز على موقع IMDb (الإنجليزية)
- جوناثان آدامز على موقع ميوزك برينز (الإنجليزية)
- جوناثان آدامز على موقع قاعدة بيانات الأفلام السويدية (السويدية)
- جوناثان آدامز على موقع ديسكوغز (الإنجليزية)
- جوناثان آدامز على موقع قاعدة بيانات الفيلم (الإنجليزية)